# وزارة الأشغال العامة والنقل (لبنان)
وزارة الأشغال العامة والنقل (بالفرنسية: Ministère des Travaux Publics et Transports)‏ هي إحدى وزارات الحكومة اللبنانية. تتبع للوزارة أربع مديريات؛ المديرية العامة للنقل البري والبحري، المديرية العامة للطرق والمباني، المديرية العامة للطيران المدني، المديرية العامة للتخطيط العمراني. يشغل المنصب الوزير فايز رسامني منذ فبراير 2025.